# Sistema Ramsar de clasificación de tipos de humedales
El Sistema Ramsar de clasificación de los tipos de humedales es una herramienta elaborada para clasificar los distintos tipos de humedales, lo que facilita su identificación con fines de conservación. Se creó en el marco de la «Convención sobre los Humedales de Importancia Internacional especialmente como Hábitat de Aves Acuáticas», o simplemente, «Convención de Ramsar».
El sistema de clasificación es especialmente relevante para generar la «Lista de Humedales de Importancia Internacional» o «Sitios Ramsar»; un registro global de áreas reconocidas por sus valores ecológicos, en particular como hábitat de aves acuáticas.
Para clasificar los humedales se consideran principalmente sus características biofísicas. En algunos casos, también se toman en cuenta ciertas características químicas del agua, y el tamaño de los humedales. En este sistema, hay tres grandes categorías de humedales: 1) marinos y costeros, 2) continentales, y 3) artificiales; los que a su vez se dividen, dando 42 tipos de humedales. Cada tipo de humedal recibe un nombre y un código, el que puede ser alfabético o numérico, según sus corresponda.

## Clasificación de humedales
Para clasificar los humedales se consideran principalmente sus características biofísicas, como la vegetación dominante, la geomorfología y el régimen hídrico. En algunos casos, también se toman en cuenta ciertas características químicas del agua, como la salinidad, así como la variedad y el tamaño de los humedales presentes en la localidad o región analizada.
En este sistema, hay tres grandes categorías de humedales: 1) marinos y costeros, 2) continentales, y 3) artificiales. Los que finalmente se dividen en 42 tipos de humedales. Se utiliza un sistema de códigos que asigna una letra o un número, a cada tipo de humedal. Las letras se usan para codificar los humedales marinos, costeros y los continentales; y los números se usan para los humedales artificiales. Tal como muestra la siguiente tabla:
| Clase                                     | Tipo de agua                          | Tipo                          | Tipo                             | Código | Humedal | Notas |
| ----------------------------------------- | ------------------------------------- | ----------------------------- | -------------------------------- | ------ | --- | --- |
| Humedales marino/costeros                 | Salina                                | Permanente                    | Permanente                       | A      | Aguas marinas someras permanentes (Permanent shallow marine waters)                                                         | Menos de 6 m de profundidad en marea baja, incluyendo bahías marinas y estrechos                                                                                                   |
| Humedales marino/costeros                 | Salina                                | Permanente                    | Permanente                       | B      | Lechos marinos submareales (Marine subtidal aquatic beds)                                                                   | Vegetación submarina, incluyendo praderas de algas y lechos de praderas marinas y praderas marinas tropicales.                                                                     |
| Humedales marino/costeros                 | Salina                                | Permanente                    | Permanente                       | C      | Arrecifes de coral (Coral Reefs)                                                                                            | — |
| Humedales marino/costeros                 | Salina                                | Costas                        | Costas                           | D      | Costas marinas rocosas (Rocky marine shores)                                                                                | Incluye islotes rocosos y acantilados |
| Humedales marino/costeros                 | Salina                                | Costas                        | Costas                           | E      | Playas de arena o de guijarros (Sand, shingle or pebble shores)                                                             | Incluye barreras, bancos, cordones, puntas e islotes de arena; incluye sistemas y hondonales de dunas                                                                              |
| Humedales marino/costeros                 | Salina o salobre                      | Intermareal                   | Intermareal                      | G      | Bajos intermareales de lodo, arena o con suelos salinos (Intertidal mud, sand or salt flats)                                | Saladillos |
| Humedales marino/costeros                 | Salina o salobre                      | Intermareal                   | Intermareal                      | H      | Pantanos y esteros (zonas inundadas) intermareales Marismas intermareales (Intertidal marshes)                              | Incluye marismas y zonas inundadas con agua salada, praderas halófilas, salitrales, zonas elevadas inundadas con agua salada, zonas de agua dulce y salobre inundadas por la marea |
| Humedales marino/costeros                 | Salina o salobre                      | Intermareal                   | Intermareal                      | I      | Humedales intermareales arbolados (Intertidal forested wetlands)                                                            | Incluye manglares, pantanos de «nipa», bosques inundados o inundables mareales de agua dulce                                                                                       |
| Humedales marino/costeros                 | Salina o salobre                      | Lagunas                       | Lagunas                          | J      | Lagunas costeras salobres/saladas (Coastal brackish/saline lagoons)                                                         | Lagunas de agua entre salobre y salada con por lo menos una relativamente angosta conexión al mar                                                                                  |
| Humedales marino/costeros                 | Salina o salobre                      | Aguas estuarinas              | Aguas estuarinas                 | F      | Estuarios (Estuarine waters)                                                                                                | Aguas permanentes de estuarios y sistemas estuarinos de deltas |
| Humedales marino/costeros                 | Dulce                                 | Lagoons                       | Lagoons                          | K      | Lagunas costeros de agua dulce (Coastal freshwater lagoons)                                                                 | Incluye lagunas deltaicas de agua dulce |
| Humedales marino/costeros                 | Salina, salobre o dulce               | Subterránea                   | Subterránea                      | Zk(a)  | Sistemas kársticos y otros sistemas hidrológicos subterráneos (Karst and other Subterranean hydrological systems)           | — |
| Humedales continentales (Inland wetlands) | Dulce                                 | Agua fluyendo                 | Permanente                       | L      | Deltas interiores (permanentes) (Permanent inland river deltas)                                                             | — |
| Humedales continentales (Inland wetlands) | Dulce                                 | Agua fluyendo                 | Permanente                       | M      | Ríos/arroyos permanentes (Permanent rivers/creeks/streamss)                                                                 | Incluye cascadas y cataratas |
| Humedales continentales (Inland wetlands) | Dulce                                 | Agua fluyendo                 | Permanente                       | Y      | Manantiales de agua dulce, oasis (Freshwater springs, oases)                                                                | — |
| Humedales continentales (Inland wetlands) | Dulce                                 | Agua fluyendo                 | Estacional /intermitente         | N      | intermitentes irregulares (Seasonal/intermittent rivers/creeks/streams)                                                     | — |
| Humedales continentales (Inland wetlands) | Dulce                                 | Lagos / charcas (Lakes/pools) | Lagos / charcas (Lakes/pools)    | O      | Lagos permanentes de agua dulce (de más de 8 ha)                                                                            | Incluye grandes madreviejas (meandros o brazos muertos de río) |
| Humedales continentales (Inland wetlands) | Dulce                                 | Lagos / charcas (Lakes/pools) | Lagos / charcas (Lakes/pools)    | Tp     | Lagos/esteros/charcas permanentes de agua dulce (de menos de 8 ha)                                                          | Sobre suelos inorgánicos, con vegetación emergente en agua por lo menos durante la mayor parte del período de crecimiento                                                          |
| Humedales continentales (Inland wetlands) | Dulce                                 | Lagos / charcas (Lakes/pools) | Lagos / charcas (Lakes/pools)    | P      | Lagos estacionales/intermitentes de agua dulce (de más de 8 ha) > 8 ha                                                      | Incluye lagos en llanuras de inundación |
| Humedales continentales (Inland wetlands) | Dulce                                 | Lagos / charcas (Lakes/pools) | Lagos / charcas (Lakes/pools)    | Ts     | Pantanos/charcas estacionales/intermitentes de agua dulce sobre suelos inorgánicos                                          | Incluye depresiones inundadas (lagunas de carga y recarga), «potholes», praderas inundadas estacionalmente, pantanos de ciperáceas                                                 |
| Humedales continentales (Inland wetlands) | Dulce                                 | Pantanos                      | Sobre suelos orgánicos           | Tp     | Pantanos permanentes de agua dulce (de menos de 8 ha y dominados por hierba)                                                | Con vegetación emergente en agua por lo menos durante la mayor parte del período de crecimiento                                                                                    |
| Humedales continentales (Inland wetlands) | Dulce                                 | Pantanos                      | Sobre suelos orgánicos           | W      | Pantanos con vegetación arbustiva Permanente / Estacional / Intermitente (dominados por arbustos)                           | Incluye pantanos y esteros de agua dulce dominados por vegetación arbustiva, turberas arbustivas («carr»), arbustales de Alnus sp; sobre suelos inorgánicos                        |
| Humedales continentales (Inland wetlands) | Dulce                                 | Pantanos                      | Sobre suelos orgánicos           | Xf     | Humedales boscosos de agua dulce Permanente / Estacional / Intermitente (dominados por árboles)                             | Incluye bosques pantanosos de agua dulce, bosques inundados estacionalmente, pantanos arbolados; sobre suelos inorgánicos                                                          |
| Humedales continentales (Inland wetlands) | Dulce                                 | Pantanos                      | Sobre suelos orgánicos           | Ts     | Pantano Estacional / Intermitentes de agua dulce (dominados por hierba)                                                     | Sobre suelos inorgánicos; incluye «potholes», praderas inundadas estacionalmente, pantanos de ciperáceas                                                                           |
| Humedales continentales (Inland wetlands) | Dulce                                 | Pantanos                      | Sobre suelos de turba            | U      | Turberas no arboladas | Incluye turberas arbustivas o abiertas («bog»), turberas de gramíneas o carrizo («fen»), bofedales, turberas bajas                                                                 |
| Humedales continentales (Inland wetlands) | Dulce                                 | Pantanos                      | Sobre suelos de turba            | Xp     | Turberas arboladas | Bosques inundados turbosos |
| Humedales continentales (Inland wetlands) | Dulce                                 | Pantanos                      | Sobre suelos inorgánicos o turba | Va     | Humedales alpinos/de montaña                                                                                                | Incluye praderas alpinas y de montaña, aguas estacionales originadas por el deshielo                                                                                               |
| Humedales continentales (Inland wetlands) | Dulce                                 | Pantanos                      | Sobre suelos inorgánicos o turba | Vt     | Humedales de la tundra | Incluye charcas y aguas estacionales originadas por el deshielo |
| Humedales continentales (Inland wetlands) | Salinas, salobres o alcalinas         | Lagos                         | Lagos                            | Q      | Lagos permanentes salinos/salobres/alcalinos                                                                                | — |
| Humedales continentales (Inland wetlands) | Salinas, salobres o alcalinas         | Lagos                         | Lagos                            | R      | Lagos y zonas inundadas estacionales/intermitentes salinos/salobres/alcalinos                                               | — |
| Humedales continentales (Inland wetlands) | Salinas, salobres o alcalinas         | Pantanos / charcas            | Pantanos / charcas               | Sp     | Pantanos/esteros/charcas permanentes salinas/salobres/alcalinos                                                             | — |
| Humedales continentales (Inland wetlands) | Salinas, salobres o alcalinas         | Pantanos / charcas            | Pantanos / charcas               | Ss     | Pantanos/esteros/charcas estacionales/intermitentes salinos/salobres/alcalinos                                              | — |
| Humedales continentales (Inland wetlands) | Dulces, salinas, salobres o alcalinas | Geotermales                   | Geotermales                      | Zg     | Humedales geotérmicos | — |
| Humedales continentales (Inland wetlands) | Dulces, salinas, salobres o alcalinas | Subterráneas                  | Subterráneas                     | Zk(b)  | Sistemas kársticos y otros sistemas hídricos subterráneos, continentales                                                    | — |
| Humedales artificiales                    | Humedales artificiales                | Humedales artificiales        | Humedales artificiales           | 1      | Estanques de acuacultura | — |
| Humedales artificiales                    | Humedales artificiales                | Humedales artificiales        | Humedales artificiales           | 2      | Estanques artificiales | Incluye estanques de granjas, estanques pequeños (generalmente de menos de 8 ha)                                                                                                   |
| Humedales artificiales                    | Humedales artificiales                | Humedales artificiales        | Humedales artificiales           | 3      | Tierras de regadío | Incluye canales de regadío y arrozales |
| Humedales artificiales                    | Humedales artificiales                | Humedales artificiales        | Humedales artificiales           | 4      | Tierras agrícolas inundadas estacionalmente                                                                                 | Incluye praderas y pasturas inundadas utilizadas de manera intensiva |
| Humedales artificiales                    | Humedales artificiales                | Humedales artificiales        | Humedales artificiales           | 5      | Zonas de explotación de sal                                                                                                 | Incluye salinas artificiales, salineras, etc. |
| Humedales artificiales                    | Humedales artificiales                | Humedales artificiales        | Humedales artificiales           | 6      | Áreas de almacenamiento de agua / Embalses                                                                                  | Reservorios, diques, represas hidroeléctricas, estanques artificiales (generalmente de más de 8 ha)                                                                                |
| Humedales artificiales                    | Humedales artificiales                | Humedales artificiales        | Humedales artificiales           | 7      | Excavaciones | Canteras de arena y grava, piletas de residuos mineros. |
| Humedales artificiales                    | Humedales artificiales                | Humedales artificiales        | Humedales artificiales           | 8      | Áreas de tratamiento de aguas residuales                                                                                    | «Sewage farms», piletas de sedimentación, piletas de oxidación |
| Humedales artificiales                    | Humedales artificiales                | Humedales artificiales        | Humedales artificiales           | 9      | Canales de transportación y de drenaje, zanjas                                                                              | — |
| Humedales artificiales                    | Humedales artificiales                | Humedales artificiales        | Humedales artificiales           | Zk(c)  | Sistemas kársticos y otros sistemas hídricos subterráneos, artificiales (karst and other subterranean hydrological systems) | — |